# 日本応用地質学会
一般社団法人日本応用地質学会（にほんおうようちしつがっかい、英: Japan Society of Engineering Geology、通称JSEG）とは、応用地質学に関する調査研究の推進、技術開発を行っている学会である。また、研究者および技術者の相互の交流を図り、学術や文化の発展や応用による社会貢献も目的としている。会員数は約1,800名（2015年3月31日現在）。
主な研究対象として、土壌・岩石・水を含む表層地質などがある。
事務局を東京都千代田区神田駿河台2-3-14お茶の水桜井ビル7Fに置いている。

## 概要
- 創立 1958年2月1日（任意団体）。 2008年に50周年を迎えた。
- 2009年9月1日に一般社団法人に移行。
- 北海道支部、東北支部、北陸支部、中部支部、関西支部、中国四国支部、九州支部と7つの支部がある。
- 地質学で研究された事柄を用いて、地球環境での人間活動における様々な問題の解決策を研究する学問である応用地質学の活動を活性化させ、今後の技術発展のための学会である。
- 関連する学会として日本地質学会、日本情報地質学会がある。
- 学会誌の発行、シンポジウム、研究発表会などを行っている。

## 活動

### 研究内容の一例
- 土木地質学（地質工学、土質力学）
- 火山工学
- 水文地質学（温泉地質学）
- 災害地質学（防災地質学）
- 環境地質学（地球環境学）
- 情報地質学（数理地質学）
- リモートセンシング（写真地質学）
- 資源地質学（鉱山地質学）

応用地質が登場し始めた当時は、鉱山地質学が主であった。現在は環境地質や土木地質・災害地質などが研究の中心となっている。このように、応用地質学は地球環境が変化するとともに研究内容も変わっていくため、私たちの暮らしに関わる社会のニーズを解決するための身近な学問であるといえるが、実際はあまり知られていない。

### 学会誌
『応用地質』という学会誌を発行している。土砂災害・地質災害などの災害に関する項目や応用地質に関する最新技術の特集、研究会・シンポジウムの報告、また新潟中越沖地震の概要といったテレビで取り上げられている話題も掲載されている。大学教授や研究者などの巻頭言があるため、そこを読むだけでも応用地質に対して興味が持てるようになっている。
- 全56巻 最新号は2015年12月発行の第56巻 第5号
- 「応用地質」特集号

最新号 第55巻 第6号 特集 激甚化する気象災害への対応－応用地質学的観点から－  (定価3,000円)

### シンポジウム
近年行われたもの
- 平成19年度 地質調査と設計・施工を結ぶコーディネート機能としての岩盤分類
- 平成21年度 関東平野の地盤と地下水環境‐都市域の地下水問題の解決に向けて‐

### 研究発表会
近年行われたもの
- 平成18年度 熊本 発表論文数159編 参加者307名

特別講演「阿蘇火山の形成と最近の噴火活動」熊本大学　
- 平成21年度 山形

特別講演「平泉藤原氏の成り立ち」福島大学名誉教授 岩手県文化財保護審議会会長